# オリヴァ・ツイスト (映画)
『オリヴァ・ツイスト』（原題: Oliver Twist）は、デヴィッド・リーン監督、脚本による1948年のイギリスの映画で、チャールズ・ディケンズによる同名の小説を原作としている。
日本語題では『放浪の孤児』という別題があり、また、DVDは『オリバー・ツイスト』の題で発売された。

## キャスト
※括弧内は日本語吹替（初回放送1964年2月23日 NHK『劇映画』）
- フェイギン：アレック・ギネス（巌金四郎）
- サイクス：ロバート・ニュートン（池田忠夫）
- オリバー・ツイスト：ジョン・ハワード・デイヴィス（山本嘉子）
- ナンシー：ケイ・ウォルシュ（関弘子）
- ブラウンロー：ヘンリー・スティーブンソン（加藤忠）
- アートフル・ドジャー：アンソニー・ニューリー
- シャーロット：ダイアナ・ドース
- モンクス：ラルフ・トルーマン（森塚敏）

## 受賞・ノミネート
| 映画祭・賞             | 部門       | 候補               | 結果       |
| ---------------------- | ---------- | ------------------ | ---------- |
| ヴェネツィア国際映画祭 | 美術賞     | ジョン・ブライアン | 受賞       |
| 英国アカデミー賞       | 英国作品賞 |                    | ノミネート |